# SSC North America
Shelby Super Cars (SSC) — американська компанія, що спеціалізується на виробництві спортивних автомобілів, які позиціонуються як найшвидші в світі автомобілі серійного виробництва.
Штаб-квартира компанії розташована в місті Вест-Річланд.

## Історія
Компанія заснована в 1999.
Засновник компанії — Джерод Шелбі, який заробив кошти на продажу медичного обладнання.

## Модельний ряд
Виробництво автомобілів компанії Shelby Super Cars включає такі моделі:
- SSC Ultimate Aero;
- SSC Tuatara.